# Печат
Печат је у основном значењу предмет којим се оверавају исправе, писма, пошиљке, дипломе и слично. Печат је основно средство којим се потврђује аутентичност исправа. 
Печат је обично од дрвета са гуменим делом који је изгравиран. Печат се користи тако што се гумени део „накваси“ мастилом а онда отиском на документу остаје текст гравуре. Метални печати су се раније користили (још се по негде и сада користе) тако што се гравуром преко свежег воска оставља отисак тако да се воском запечаћене пошиљке (или затворена врата) не могу отворити без нарушавања отиска.
За реч „печат“ се често код нас користе синоними: штамбиљ, жиг, мур, штемпл или штампиља.
Реч штамбиљ потиче од немачке речи Stempel и италијанске речи Stampiglia.
Мајстор који прави печате се зове печаторезац.
Наука која се бави проучавањем печата назива се сфрагистика или сигилографија.

## Историја
Употреба печата зависи од епохе, краља, праксе појединих канцеларија као и од његове правне вредности.
Печати су коришћени у најранијим цивилизацијама и од великог су значаја за археологију и историју уметности. У Месопотамији коришћени су изрезбарени или угравирани ваљкасти печати од камена или других материјала. Они су ваљањем стварали отисак на глини који је касније служио као ознака на пошиљкама трговачке робе или у друге сврхе. Већину отисака чиниле су само слике.
Из периода древног Египта пронађени су печати у облику прстена. Отисак се добијао утискивањем у неку меку пластичну масу. Та маса је на почетку била од воска. Восак је у VI веку био обојен у бело, у XII веку је био црвене и зелене боје, док је од XIII века обојен мрко и црно.
Неки печати су називани и буле, а направљени су тако што је метална лопта од олова,злата или сребра била пригњечена између две матрице. Оловни печати су се појавили у четвртом веку, углавном их је користила папска канцеларија, а за најсвечаније исправе користили су се  златни и сребрни. Папски печат никада није мењао величину.
Градови, феудалци, папе су углавном користили округле печате, док се у XII веку појављује печат у облику ротквице, такозвани готски печат.
Црква је користила готски печат до краја средњег века.
У XVI веку се појављује печат овалног облика који замењује округли печат световних лица и печат у облику роткве.
У средњем веку, печат је, поред тога што је гарантовао поверљивост поруке, потврдио и његову аутентичност. Док је у време опште неписмености био важнији од потписа.
Најстарији материјални доказ о постојању српске државе је печат кнеза Стојимира из друге половине IX века.

## Врсте печата
Печати су кроз историју променили разне облике, тако да када причамо о овој подели можемо да кажемо да су постојали округли, овални, печати у облику роткве, у облику крста, штита.
Печати се могу поделити на основу још неколико критеријума као што су: величина (велики и мали), материјал од ког су направљени (метал,восак), слика која је на њима урезана.
- Типови печата на основу урезане слике:

1. тип владарског величанства (слика владара на престолу)
2. коњанички тип (лик човека на коњу и са потпуним наоружањем)
3. ловачки тип (ловачки мотиви)
4. печатски тип
5. хералдички тип (обично на печатима многих црквених установа, манастира и универзитета , са представама Бога, Богородице)
6. хагиографски тип (са ликовима града, цркве)
7. монументални тип (са много ликовних решења)[2]

## Уништавање печата
Пошто је печат био средство аутентификације, било је неопходно уништити старе печате када дође до промене власти. На сличан начин, после смрти папе, кардинал је имао обавезу да спроведе поступак раскидања печата. Слична пракса је превладавала током целог средњег века и често се спомиње од стране историчара.

## Занимљивости
- Према „легенди“, ексер на печату је измислио Милош Обреновић. Милош је, наводно, имао печат са својим именом, али пошто је био неписмен, наредио је да му ексером означе горњу страну тако да му име увек буде усправно одштампано.

- Израз „запечатити“ значи нешто дефинитивно завршити. Слично томе, када се некоме нешто лоше догоди, каже се да је „запечатио судбину“.

- Појам царски печат обично значи да је реч о нечему веома важном, што је оверено царским печатом. Оваквим печатом су се оверавала најзначајнија документа, па је постојало и посебно поверљиво лице - такозвани „чувар царског печата“.

## Галерија
- Оловни печат жупана Страцимира
- Печат Светог Саве
- Оловни печат Стефана Немање
- Златна була из 1356.
- Воштани печат отиснут на писмо
- Примењени печат на писму из замка Лоудоун, Галстон, Шкотска
- Карађорђев печат
- Печат краља Милана
- Печат VII београдског рејона из 1947.